# Paw Paw, Michigan
Paw Paw este o localitate, municipalitate și sediul comitatului Van Buren, statul Michigan, Statele Unite ale Americii.